# Campeonato Mundial de Natação em Piscina Curta de 2012 - 200 m medley feminino
A prova dos 200 metros nado medley feminino do Campeonato Mundial de Natação em Piscina Curta de 2012 foi disputado em 15 de dezembro em Istambul  na Turquia.

## Recordes
Antes desta competição, os recordes mundiais e do campeonato nesta prova eram os seguintes:
|    | Nome            | Nacionalidade  | Tempo   | Local      | Data                   |
| -- | --------------- | -------------- | ------- | ---------- | ---------------------- |
| WR | Julia Smit      | Estados Unidos | 2:04.60 | Manchester | 19 de dezembro de 2009 |
| CR | Mireia Belmonte | Espanha        | 2:05.73 | Dubai      | 18 de dezembro de 2010 |

## Medalhistas
| Ouro            | Prata                | Bronze             |
| Ye Shiwen (CHN) | Katinka Hosszú (HUN) | Hannah Miley (GBR) |

## Resultados

### Eliminatórias
As eliminatórias ocorreram dia 15 de dezembro. 
| Colocação | Bateria | Raia | Nome                             | Tempo   | Notas |
| --------- | ------- | ---- | -------------------------------- | ------- | ----- |
| 1         | 5       | 4    | Katinka Hosszú (HUN)             | 2:07.07 | Q     |
| 2         | 4       | 4    | Ye Shiwen (CHN)                  | 2:08.09 | Q     |
| 3         | 5       | 5    | Zsuzsanna Jakabos (HUN)          | 2:08.48 | Q     |
| 4         | 3       | 4    | Hannah Miley (GBR)               | 2:08.86 | Q     |
| 5         | 3       | 3    | Hanna Dzerkal (UKR)              | 2:09.41 | Q     |
| 6         | 4       | 7    | Madeline Dirado (USA)            | 2:09.52 | Q     |
| 7         | 4       | 5    | Sophie Allen (GBR)               | 2:09.94 | Q     |
| 8         | 3       | 1    | Melanie Margalis (USA)           | 2:10.42 | Q     |
| 9         | 5       | 8    | Miho Takahashi (JPN)             | 2:10.53 |       |
| 10        | 5       | 2    | Ellen Fullerton (AUS)            | 2:10.68 |       |
| 11        | 5       | 1    | Choi Hye-Ra (KOR)                | 2:11.16 |       |
| 12        | 3       | 8    | Alicja Tchórz (POL)              | 2:11.39 |       |
| 13        | 4       | 6    | Theresa Michalak (GER)           | 2:11.59 |       |
| 14        | 3       | 6    | Daria Belyakina (RUS)            | 2:11.63 |       |
| 15        | 4       | 3    | Wendy van der Zanden (NED)       | 2:11.74 |       |
| 16        | 1       | 6    | Qiao Qiao (CHN)                  | 2:11.75 |       |
| 17        | 3       | 7    | Stefania Pirozzi (ITA)           | 2:11.91 |       |
| 18        | 5       | 3    | Emu Higuchi (JPN)                | 2:12.14 |       |
| 19        | 4       | 1    | Alessia Polieri (POL)            | 2:12.24 |       |
| 20        | 5       | 6    | Katrine Soerensen (DEN)          | 2:12.54 |       |
| 21        | 4       | 2    | Jördis Steinegger (AUT)          | 2:13.84 |       |
| 22        | 3       | 2    | Jessica Pengelly (RSA)           | 2:13.95 |       |
| 23        | 4       | 8    | Ranohon Amanova (UZB)            | 2:14.01 |       |
| 24        | 3       | 5    | Barbora Závadová (CZE)           | 2:14.03 |       |
| 25        | 5       | 7    | Karolina Szczepaniak (POL)       | 2:14.48 |       |
| 26        | 5       | 0    | Kristina Krasyukova (RUS)        | 2:15.38 |       |
| 27        | 5       | 9    | Chan Kin Lok (HKG)               | 2:15.70 |       |
| 28        | 4       | 0    | Cheng Wan-Jung (TPE)             | 2:15.88 |       |
| 29        | 3       | 0    | Gizem Bozkurt (TUR)              | 2:16.16 |       |
| 30        | 2       | 4    | Samantha Yeo (SIN)               | 2:16.78 | NR    |
| 31        | 3       | 9    | Melisa Akarsu (TUR)              | 2:17.83 |       |
| 32        | 4       | 9    | Nguyen Thi Anh Vien (VIE)        | 2:19.89 |       |
| 33        | 2       | 7    | Michelle Weber (RSA)             | 2:21.83 |       |
| 34        | 2       | 5    | Mariangel Hidalgo (CRC)          | 2:23.78 |       |
| 35        | 2       | 0    | Christine Briedenhann (NAM)      | 2:25.53 |       |
| 36        | 2       | 3    | Pooja Raghava Alva (IND)         | 2:30.22 |       |
| 37        | 2       | 9    | Nathalie Sanchez Hernandez (ESA) | 2:31.12 |       |
| 38        | 2       | 1    | Lianna Catherine Swan (PAK)      | 2:31.57 |       |
| 39        | 2       | 8    | Anum Bandey (PAK)                | 2:35.23 |       |
| 40        | 2       | 6    | Tan Chi Yan (MAC)                | 2:37.77 |       |
| 41        | 5       | 5    | Surennyam Erdenebileg (MGL)      | 2:43.13 |       |
| 42        | 1       | 3    | Danielle Atoigue (GUM)           | DNS     |       |
| 43        | 1       | 4    | Mardini Yusra (SYR)              | DNS     |       |
| 44        | 2       | 2    | Elodie Poo Cheong (MRI)          | DNS     |       |

### Final
A final teve sua disputa realizada em 15 de dezembro. 
| Colocação         | Raia | Nome              | Nacionalidade  | Tempo   | Notas  |
| ----------------- | ---- | ----------------- | -------------- | ------- | ------ |
| Medalha de ouro   | 5    | Ye Shiwen         | China          | 2:04.64 | CR, AS |
| Medalha de prata  | 4    | Katinka Hosszú    | Hungria        | 2:04.72 |        |
| Medalha de bronze | 6    | Hannah Miley      | Grã-Bretanha   | 2:07.12 |        |
| 4                 | 3    | Zsuzsanna Jakabos | Hungria        | 2:07.36 |        |
| 5                 | 7    | Madeline Dirado   | Estados Unidos | 2:07.77 |        |
| 6                 | 8    | Melanie Margalis  | Estados Unidos | 2:08.63 |        |
| 7                 | 1    | Sophie Allen      | Grã-Bretanha   | 2:09.16 |        |
| 8                 | 2    | Hanna Dzerkal     | Ucrânia        | 2:11.66 |        |

Legenda
| Recorde mundial       | Recorde mundial (World record)               |                       | Recorde africano                      | Recorde africano (African) |                                           | Q | Classificado por posição (Qualified) |
| Recorde do campeonato | Recorde do campeonato (Championship record)  | Recorde da América    | Recorde da América (Americas)         | q                          | Classificado por melhor tempo (Qualified) |   |                                      |
| Melhor marca do ano   | Melhor marca do ano (World leading)          | Recorde asiático      | Recorde asiático (Asian)              | DNS                        | Não largou (Did not start)                |   |                                      |
| Recorde nacional      | Recorde nacional (National record)           | Recorde europeu       | Recorde europeu (European)            | DNF                        | Não terminou (Did not finish)             |   |                                      |
| Recorde pessoal       | Recorde pessoal do atleta (Personal best)    | Recorde da Oceania    | Recorde da Oceania (Oceania)          | DSQ / DQ                   | Desclassificado (Disqualified)            |   |                                      |
| Recorde da temporada  | Recorde da temporada do atleta (Season best) | Recorde sul-americano | Recorde sul-americano (South America) | NM                         | Sem marca (No mark)                       |   |                                      |